# Albator : Le Mystère de l'Atlantis
Pour plus de détails, voir Fiche technique et Distribution.
Albator : Le Mystère de l’Atlantis (宇宙海賊キャプテンハーロック アルカディア号の謎, Uchu Kaizoku Captain Harlock Arcadia Go no Nazo) est un film d'animation japonais réalisé par Rintarō, sorti en 1978.

## Synopsis
Mayu (Stellie dans la version française d'Albator 78) est en vacances. Elle joue de l'ocarina sur un barrage. À la surprise de l'équipage, le vaisseau Arcadia (Atlantis dans la version française d'Albator 78) se met à se mouvoir de lui-même au son de la mélodie jouée par Mayu (Stellie). Harlock (Albator) tente de reprendre le contrôle des commandes mais la barre refuse d'obéir à sa manœuvre. Harlock (Albator) finit par comprendre et laisse finalement l'âme de feu son meilleur ami, constructeur de l'Arcadia (Atlantis), diriger le vaisseau vers la Terre, à la rencontre de la fillette...

## Fiche technique
- Titre : Albator : Le Mystère de l’Atlantis
- Titre original : Uchu Kaizoku Captain Harlock Arcadia Go no Nazo
- Réalisation : Rintarō
- Scénario d'après les personnages de Leiji Matsumoto
- Production : Tōei animation
- Pays d'origine :  Japon
- Langue : japonais
- Genre : science-fiction, space opera
- Date de sortie : 22 juillet 1978

## Distribution
- Makio Inoue : Captain Harlock
- Akira Kamiya : Tadashi Daiba
- Chiyoko Kawashima : Kei Yûki
- Noriko Ohara : Miimé
- Chiyoko Kawashima : Mayu Oyama
- Haruko Kitahama : Rafflesia

## Autour du film
- Ce film n'existe pas en version française.
- Il s'agit d'une version longue (plutôt qu'une version cinéma[1]) et remaniée de l'épisode 13, Une micro-poussière de temps, de la série Albator, le corsaire de l'espace.

## Différences entre le moyen-métrage et l'épisode
- Les 16 premières minutes de la version moyen-métrage (qui en compte 34) nous montrent Mayu (Stellie), restée seule à l'école, alors que tous ses camarades viennent de partir avec leurs parents en cette période de vacances scolaires. La fillette garde néanmoins le sourire et s'en va jouer de l'ocarina sur le barrage qui jouxte l'école, barrage qui semble servir de point de rendez-vous entre elle et Harlock (Albator) (cf épisode 1 de la série). Dès les premières notes de la mélodie, le père de Mayu (Stellie) et meilleur ami d'Harlock (Albator), Tochirō, décédé, mais dont l'âme vit encore dans l'ordinateur central de l'Arcadia (Atlantis), prend les commandes du vaisseau, à la surprise générale, et conduit celui-ci sur Terre, auprès de sa fille. Mayu (Stellie) est accueillie par Harlock (Albator) et effectue un court séjour dans l'espace à bord du vaisseau. À voir Mayu (Stellie) heureuse et si proche de son père, Harlock (Albator) pleure. On assiste également à une séquence-ballet touchante dans l'espace quand l'âme de Tochirō fait tanguer et "pleurer" l'Arcadia (Atlantis) sur la mélodie à l'ocarina que joue sa fille Mayu (Stellie) à bord du vaisseau. Mais le devoir rappelle l'équipage et Harlock (Albator) redépose la fillette sur Terre avant de se rendre dans la fosse de la Romanche.
- Aucun de tous ces évènements n'apparaît dans la version épisode : ils sont remplacés par un appel téléphonique qu'Harlock (Albator) passe à Mayu (Stellie) depuis un aéroport où il fait étape sur Terre juste avant de partir avec l'Arcadia (Atlantis) pour la fosse de la Romanche. Ce coup de fil-étape constitue la seconde moitié des six premières minutes d'introduction, la première moitié ainsi que les 18 minutes restantes de l'épisode (qui en compte 24) étant similaires au moyen-métrage, à un ou deux plans près.

À noter donc que dans l'introduction de la version épisode, l'Arcadia (Atlantis) n'a ainsi montré aucun signe d'intelligence propre à le considérer comme une entité douée de raison.

### L'intérêt de la version longue & remaniée (moyen-métrage)
La séquence d'introduction du moyen-métrage montrant le vaisseau Arcadia (Atlantis) comme un personnage à part entière capable d'agir et de prendre des initiatives - comme celle de se rendre sur Terre à la rencontre de Mayu (Stellie) (séquence absente de la version épisode) - permet d'appréhender d'une toute autre façon la séquence finale (commune aux deux versions) : alors qu'à son bord tous les membres de l'équipage sont endormis, psychiquement "sédatés" par la sylvidre Aman (Adia), le vaisseau Arcadia (Atlantis) - par l'entremise de son ordinateur central (et donc de l'âme de son concepteur et constructeur) - "répond" à l'appel-au-secours d'Harlock (Albator). Dans la version épisode, il s'agit d'un effet de surprise, mais dont l'extrême opportunité face à une situation désespérée peut atténuer sa crédibilité. Dans la version moyen-métrage, l'effet de surprise joue forcément moins mais bénéficie de l'avantage de s'inscrire dans la suite logique de l'intrigue de départ, rehaussant, par là même, la plausibilité d'un tel rebondissement.
De plus, cette particularité du moyen-métrage de mettre en évidence le lien entre l'ordinateur central de l'Arcadia (Atlantis) et l'esprit de son concepteur permet "d'asseoir" et d'offrir une raison d'être supplémentaire à une séquence similaire dans l'épisode 30 de la série, où l'âme de Tochirō secoue le vaisseau, alors en cours de réparation.
On comprend également mieux la raison qui permet à l'Arcadia (Atlantis) de s'extraire "miraculeusement" d'un éboulement de roches, en Égypte, dans l'épisode 14 "Le Piège des sables", alors que la réserve d'énergie du vaisseau était censée ne pas y suffire.